# Убин, Иван Иванович
Иван Иванович Убин (род. 1940) — советский и российский ученый, специалист в области переводоведения и лексикографии, доктор филологических наук, профессор.

## Биография
Окончил переводческий факультет МГПИИЯ им. М. Тореза.
В 1974 году защитил диссертацию на соискание ученой степени кандидата филологических наук по специальности 10.02.01 Русский язык, тема: "Лексические средства выражения категории интенсивности : на материале русского и английского языков". В 1989 защитил диссертацию на соискание ученой степени доктора филологических наук по специальности 10.02.21 Прикладная и математическая лингвистика, тема: "Лингвистические основы создания автоматического переводного словаря" (официальные оппоненты д.филол.н., член-корр. АН СССР Ю. Н. Караулов, д.филол.н., профессор А. С. Герд, д.тех.н., профессор Р. Г. Котов)
Работал в альма-матер на кафедре  переводоведения и практики перевода английского языка, в 2013—2016 — заведующий кафедрой. С 1986 г. являлся директором Всероссийского центра переводов научно-технической литературы и документации. 

## Научная деятельность
Профессор И.И. Убин — автор более 100 научных, научно- и учебно-методических работ (монографий, статей в ведущих статусных научных журналах, учебников и учебных пособий) в области традиционного и автоматизированного перевода и лексикографии подготовке переводчиков и дидактике перевода, словарей различных типов. Индекс Хирша — 9

## Награды
Заслуженный профессор МГЛУ

## Основный труды

#### Научные труды
Убин, И. И. Всесоюзный центр переводов — Всероссийский центр переводов. Как это было / И. И. Убин // Мосты. Журнал переводчиков. — 2021. — № 1(69). — С. 44-57. 
Попов О. П., Убин И. И. и др. Практический курс перевода. Китайский язык. Учебник. Узнай Китай. Словарь полезный всем. Испанский язык бизнеса. "Они написали пособие..." / О. П. Попов, И. И. Убин, Ф. Ю. Сангинова [и др.] // Мосты. Журнал переводчиков. — 2020. — № 1(65). — С. 73
Попов О. П., Убин И. И. и др. Практический курс перевода. Китайский язык. Учебник. Узнай Китай. Словарь полезный всем. Испанский язык бизнеса. "Они написали пособие..." / О. П. Попов, И. И. Убин, Ф. Ю. Сангинова [и др.] // Мосты. Журнал переводчиков. — 2020. — № 1(65). — С. 73-79. 79. 
Убин, И. И. Англо-русский и русско-английский словарь лексической сочетаемости. Концепция построения / И. И. Убин // Слово. Словарь. Термин. Лексикограф : Сборник статей по материалам Международной научно-практической конференции памяти доктора филологических наук, профессора Юрия Николаевича Марчука, Москва, 01–02 марта 2019 года / Под общей редакцией И.И. Валуйцевой. Редактор английского текста И.А. Улиткин. — Москва: Московский государственный областной университет, 2019. — С. 620—627. 
Убин, И. И. Инновационные переводческие технологии в учебном процессе переводческого факультета Московского государственного лингвистического университета / И. И. Убин, А. Л. Семенов // Роль современных информационных технологий в повышении качества перевода и развитии эффективных коммуникаций : Сборник материалов конференции, Санкт-Петербург, 26 февраля 2016 года. — Санкт-Петербург: Президентская библиотека имени Б.Н. Ельцина, 2016. — С. 141—144. 
Убин, И. И. Перевод в странах Европейского союза : обзорная информация / И. И. Убин, И. А. Пушнов;  М-во образования и науки Российской Федерации, Всероссийский центр переводов науч.-технической лит. и док.. — Москва : ВЦП, 2011. — 55 с.
Убин, И. И. Перевод в Европейском Сообществе: объем перевода и оценка качества перевода : Обзор / И. И. Убин, И. А. Пушнов. — Москва : Всероссийский центр переводов научно-технический литературы и документации, 2011. — 56 с.

#### Учебники и учебные пособия
Беляева Л. Н., Герд А. С., Убин И. И. Автоматизация и лексикография // Прикладное языкознание: Учеб./Отв. ред. А. С. Герд. СПб.: Изд-во С.-Петерб. ун-та, 1996. — 
С. 318—333.

#### Лексикографические ресурсы
Убин, И. И. Англо-русский и русско-английский словарь лексической сочетаемости / И. И. Убин. – Москва : Р. Валент, 2020. — 424 с.
Убин, И. И. Словарь синонимов и антонимов = Dictionary of English and Russian synonyms and antonyms : [в 2 т.] : 1547 русско-английских словарных статей, свыше 4600 русских синонимов и 1480 антонимов / И. И. Убин ; И. И. Убин, К. И. Ковалева ; под общ. ред. И. И. Убина. — Москва : Р. Валент, 2012. — 383 с.
Убин, И. И. Словарь синонимов и антонимов = Dictionary of English and Russian synonyms and antonyms : [в 2 т.] : 1975 англо-русских словарных статей. Свыше 8300 английских синонимов и 2450 антонимов / И. И. Убин ; И. И. Убин, К. И. Ковалева; под общ. ред. И. И. Убина. — Москва : Р. Валент, 2012. — 535 с.